# Нове (Свентокшиське воєводство)
Нове (пол. Nowe) — село в Польщі, у гміні Ожарув Опатовського повіту Свентокшиського воєводства.
Населення — 137 осіб (2011).
У 1975-1998 роках село належало до Тарнобжезького воєводства.

## Демографія
Демографічна структура на день 31 березня 2011 року:
|          | Загалом | Допрацездатний вік | Працездатний вік | Постпрацездатний вік |
| -------- | ------- | ------------------ | ---------------- | -------------------- |
| Чоловіки | 69      | 6                  | 46               | 17                   |
| Жінки    | 68      | 8                  | 32               | 28                   |
| Разом    | 137     | 14                 | 78               | 45                   |